# 5617 Emelyanenko
5617 Emelyanenko è un asteroide della fascia principale. Scoperto nel 1989, presenta un'orbita caratterizzata da un semiasse maggiore pari a 2,4258751 UA e da un'eccentricità di 0,1429893, inclinata di 5,43196° rispetto all'eclittica.